# Jaroslav Kvapil (Dichter)

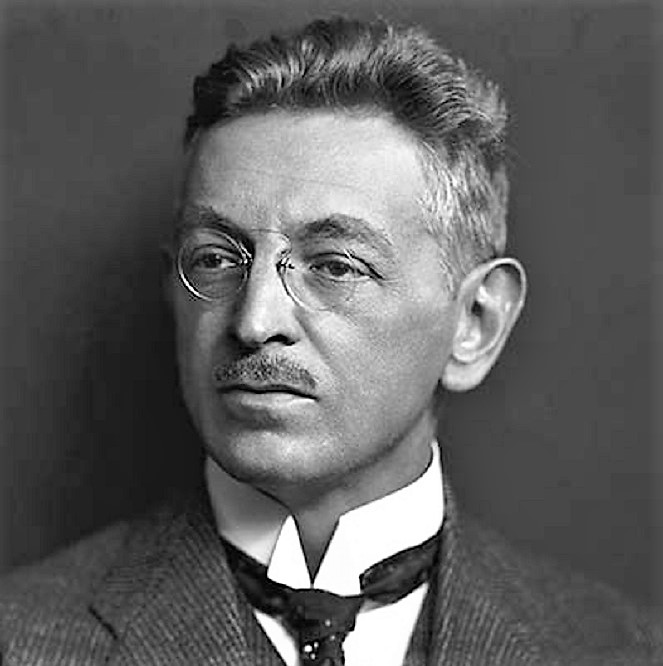
Jaroslav Kvapil

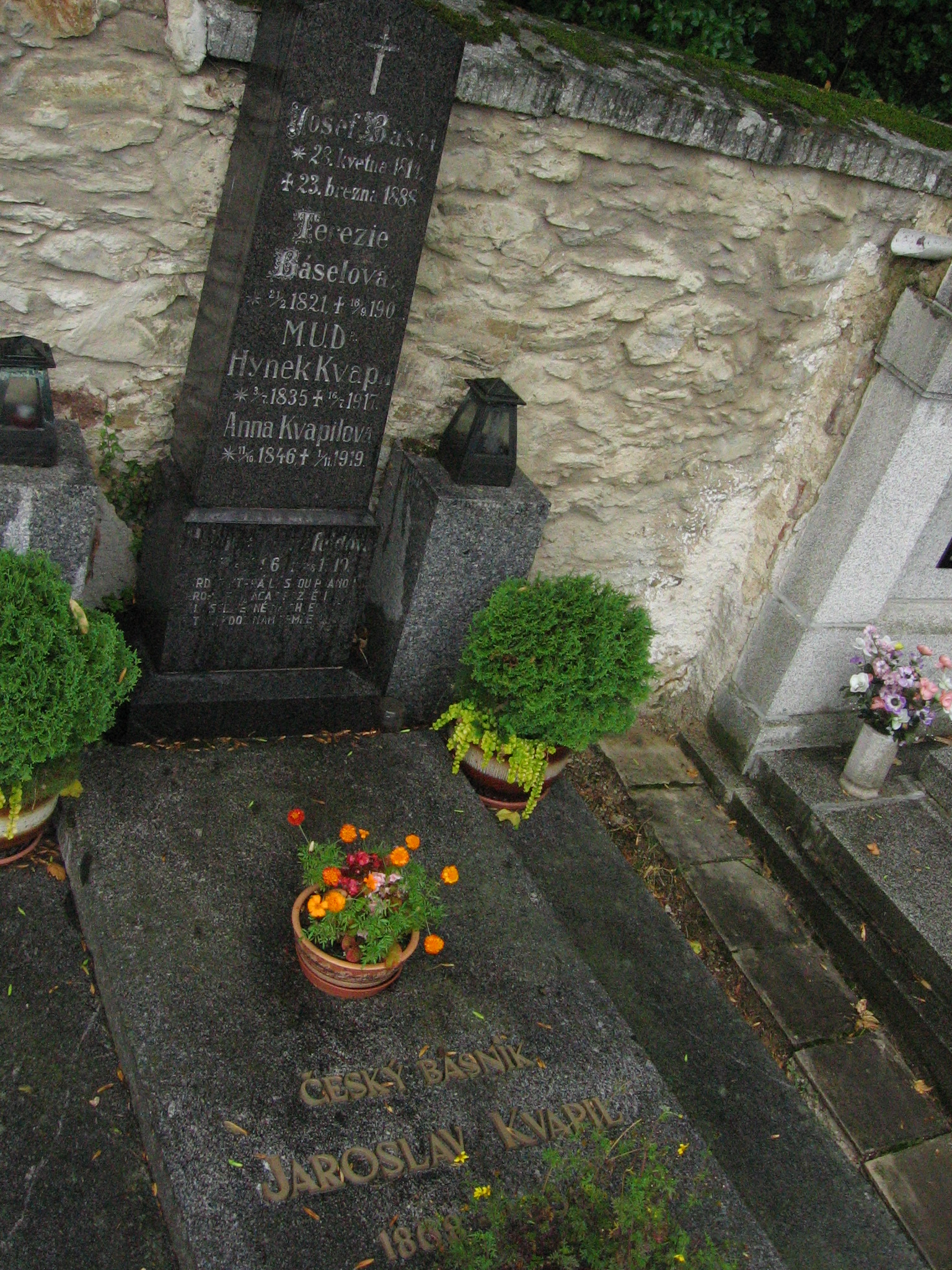
Grabstätte in Chudenice

Jaroslav Kvapil (* 25. September 1868 in Chudenice, Österreich-Ungarn; † 10. Januar 1950 in Prag) war ein tschechischer Dichter und Theaterdramaturg.

## Leben
Kvapil legte das Abitur an der Realschule in Pilsen ab, studierte zunächst Medizin, wechselte dann aber zur Philologie und Rechtswissenschaften. 1894 heiratete er die  tschechische Schauspielerin Hana Kubešová, die seine Liebe zum Theater festigte. 1900 wird er Dramaturg am Nationaltheater Prag, sechs Jahre später Hauptregisseur und 1912 Leiter des Schauspielhauses. Nach dem Tod seiner Frau wurde es um Kvapil ruhig.
Während des Ersten Weltkriegs schloss er sich der künstlerischen Gruppe an, die gegen die österreichische Monarchie opponierte. Auf seine Anregung hin wurde 1917 das Manifest der tschechischen Schriftsteller verfasst, in dem sie nationale Eigenständigkeit forderten. Nach dem Krieg war Kvapil kurze Zeit im Ministerium tätig, kehrte aber bald 1921/28 zum Theater zurück und übernahm die Leitung des Divadlo na Vinohradech als Direktor in Prag.

## Werk
Seine ersten Gedichte erschienen 1888 in der Zeitschrift „Světozor“. Drei Jahre später wurde er Theater- und Literaturreferent der Zeitung „Hlas národa!“, wechselte dann zu „Národní listy“ und nahm die Stelle des Redakteurs in „Zlatá Praha“ an.
Nach dem Wechsel zum Nationaltheater wuchs er mit der Zeit zu einer der bedeutendsten Persönlichkeiten des Hauses heran. Zum dreihundertsten Todestag von William Shakespeare inszenierte er einen monumentalen Zyklus seiner Stücke. Als Regisseur ist es ihm gelungen auch die anspruchsvollsten Theaterinszenierungen der Welt umzusetzen.
Daneben schrieb er eigene Werke, in denen er den neuromantischen Symbolismus mit nationaler Märchenlyrik verband. Die erfolgreichsten waren Princezna Pampeliška (Prinzessin Pusteblume) und das Libretto zu Antonín Dvořáks Oper Rusalka, Debora (Foerster), Sirotek (Ostrčil) und Perdita(Nešvera).
Kvapil war ein Mitglied im Bund der Freimaurer.